# Сибирско-татарский язык
Сибирско-тата́рский язык, восточный (сибирский) диалект татарского языка (тат. себер татар теле, көнбатыш себер татарлары теле, көнчыгыш диалект, себер татарча) — народно-разговорный язык сибирских татар, представляющий собой совокупность трех диалектов, распространенный у татар Западной Сибири.

## Число носителей
Численность говорящих на всех трех диалектах определить сложно, так как согласно переписям население определяет свой язык как татарский, и чиcло носителей оценивается как 140 тысяч человек на 2010 год, при этом число носителей быстро сокращается. Распространение языка ограничено сельскими поселениями и малонаселенными районами.

## Классификация
Классификация языка является предметом дискуссий. Ряд исследователей считает его самостоятельным тюркским языком. Другие исследователи считают его восточным диалектом татарского языка или восточной группой диалектов татарского языка.
Согласно классификации В. В. Радлова, все наречия татар Западной Сибири, вместе с киргизским, казахским, башкирским, татарским и, условно, каракалпакским языками, отнесены к западной группе тюркских языков. По классификации В. А. Богородицкого, все диалекты сибирских татар отнесены в отдельную западно-сибирскую группу тюркских языков, в отличие от татарского и башкирского языков, которые отнесены к поволжско-приуральской группе.
В татарской диалектологии нет единого мнения относительно диалектного членения сибирскотатарского языка. Так, профессор Л. Заляй считал данный язык единым диалектом татарского языка. Н. А. Баскаков, признавая принадлежность сибирско-татарского к татарской диалектной зоне, в то же время указывает на сходство барабинского и нижнечулымского диалекта.
Академик В. В. Радлов делит язык сибирских татар на два больших диалекта: барабинский и тоболо-иртышский. Между тем, профессор Г. Х. Ахатов, придерживаясь в целом взглядов В. В. Радлова о делении языка сибирских татар на два данных диалекта, всё же считал более научным и целесообразным называть язык татарского населения Тюменской и Омской областей (бывшей Тобольской губернии) диалектом западносибирских татар, а язык барабинцев, томских и пр. татар — диалектом восточносибирских татар.
Д. Г. Тумашева рассматривала диалекты сибирских татар как различные диалекты татарского языка (тоболо-иртышский, барабинский и томский.). По её мнению, в области грамматического строя барабинский диалект тяготеет к южным диалектам алтайского, киргизского языков и имеет ряд грамматических черт, общих с хакасским, шорским, тувинским и чулымско-тюркским языками. Томский диалект ещё ближе к алтайскому и родственным с ним языкам. В тевризском говоре тоболо-иртышского диалекта отмечено много восточно-тюркских элементов, характерных для алтайского, хакасского и шорского языков.
- Тоболо-иртышский диалект:
  - тюменский говор — Тюменский, Ялуторовский, Нижнетавдинский, Исетский, Заводоуковский, Ярковский районы Тюменской области;
  - тобольский говор — Тобольский (с бывшим Байкаловским), Вагайский (с бывшим Дубровинским), Ярковский районы Тюменской области
    - восточно-тобольский (токузско-уватский) подговор — Вагайский район;

  - заболотный говор — Тобольский, Уватский районы Тюменской области;
  - тевризский (курдакский, куртакский) говор — Тевризский, Усть-Ишимский, Знаменский районы Омской области;
  - тарский говор — Тарский, Большереченский, Колосовский районы Омской области.
- Барабинский диалект — Барабинский, Куйбышевский, Кыштовский, Венгеровский, Убинский, Чановский районы Новосибирской области[27].
- Томский диалект:
  - эуштинско-чатский говор — Томский район Томской области;
    - орский подговор чатов — Колыванский район Новосибирской области.

  - калмакский говор — Юргинский район Кемеровской области;

## История изучения
Для миссионерских целей была проделана важная работа учителем татарского языка Тобольского главного народного училища Иосифом Гигановым. В 1801 году появилась его «Грамматика татарского языка». В 1804 году выходит в свет его вторая книга «Словарь российско-татарский». Под наименованием «татарский» в этом случае имеется в виду сибирскотатарский. Этот словарь включает в себя больше 10 тысяч слов и выражений. В словаре помещены такие слова, как йыуык «близко», тора «город», кунагөй «гостиница», коток «колодец», сый «честь» и др, а также христианские термины — Индзиль «Евангелие», Индзильче «евангелист» и др.
В 1802 году в Санкт-Петербурге издаётся «Букварь арабского и татарского письма» учителя Саусканской школы Ният-Баки Атнометова в качестве учебного пособия для учащихся начальных классов сибирскотатарских школ. Ценность этой книги заключается в том, что она была первой попыткой составления учебника на родном языке сибирских татар.
Интересовался сибирскотатарским языком историк Сибири Г. Ф. Миллер. Об этом свидетельствует его архивный материал в портфеле № 513, тетрадь № 1 на местах № 1-13, «Лексикон или лучше сказать, собрание слов татарского языка по всем диалектам Сибири (башкирский, туринский, тобольский, томский, телеутский, кузнецкий, красноярский, кангат-якутский) с переводом на латинский язык».
В периодической прессе XIX века появляются публикации, посвящённые языку, культуре, быту аборигенов Сибири. Так, в журнале «Тобольские губернские ведомости» (1861) И. Юшков в статье «Сибирские татары» публикует материалы по фонетике, лексике тобольских татар. Он анализирует язык и устанавливает в нём три фонетические особенности:
1. Употребление глухих согласных звуков п, с, т вместо ожидаемых звонких согласных звуков б, з, д (пүлмә < «комната», син «способность», тус «друг»);
2. Замена древнетюркского звука ч звуком ц (пыцак «нож», акца «деньги»);
3. Соответствие звука ч звуку җ в словах арабо-персидского происхождения (чан < җан «душа»).

По языку сибирских татар оставил работы исследователь тюркских языков академик В. В. Радлов. IV часть его труда «Образцы народной литературы тюркских племён, живущих в Южной Сибири и Дзунгарской степи» посвящена наречиям барабинцев, тарских, тобольских и тюменских татар. Собранные В. В. Радловым фольклорные материалы обладают неувядающей ценностью, так как они написаны в фонетической транскрипции и полностью отражают основные характерные черты языка сибирских татар. В. В. Радлов в языке сибирских татар выделял два диалекта: диалект барабинцев, диалект тоболо-иртышских, то есть тарских, тобольских, тюменских татар.
В 1903 году один из выдающихся тюркологов того времени проф. Н. Ф. Катанов издал в Казани книгу «Опыт исследования урянхайского языка». В ней автор давал обстоятельное описание урянхайского (тувинского) языка, как наблюдательный лингвист с широким диапазоном, пользовался сопоставлением его со всеми тюркскими языками (42 живыми, 5 мёртвыми), известными для того времени, в том числе с языком сибирских татар.
В Тобольске в 1904 году был опубликован небольшой словарь на наречии татар тобольского округа, а в 1905 году — книга «Русско-татарский разговор», составленная с целью обучения сибирских татар русскому языку. В «Кратком русско-татарском словаре» диалектные слова классифицируются тематически. Этот словарь по принципу построения не отличается от «Грамматики» И. Гиганова. Однако, в нём в отличие от предыдущих словарей, представлены перечни синонимических групп. Например, куца, әкә «старший брат», цәцгелцә, пау типкец «качели», әйәрлек, таңлы «мудрость», көйгәләк, тис кеше «вспыльчивый», шир арсар «глупый», аңкарай, мәцкәй «жадный» и др.
В начале XIX веке изучение сибирскотатарского языка по-прежнему ведётся комитетом православного миссионерского общества. В 1906 г. в Тобольске была напечатана «Русско-татарская азбука» (на русском языке и на наречии татар Тобольской губернии), состоящая из двух частей — сибирскотатарской и русской, содержащая алфавит и ряд нравоучений. При составлении этих книг миссионеры старались употреблять разговорный язык того времени, чтобы они были понятны простому народу, что, собственно, в определённой мере привело к отказу сибирских татар от письменной формы своего языка.
Более глубокое изучение сибирскотатарского языка началось в советскую эпоху. Начиная с 20-30-х годов, язык сибирских татар стали рассматривать как объект диалектологической науки в диалектной системе татарского языка. В эти годы были организованы ряд научных экспедиций в Сибирь.
В. А. Богородицкий язык сибирских татар относил к западносибирской группе тюркских языков. По его мнению, сюда входят чулымские, барабинские, тобольские, ишимские, тюменские и туринские татары. Характерной чертой в этих наречиях, за исключением ишимского, он считает цоканье. Западносибирские диалекты, говорил В. А. Богородицкий, составляют переход к поволжско-приуральской языковой области. В них старый тюркский вокализм уже начал видоизменяться в направлении, сходном с этой последней, причём представляет более раннюю фазу. Так, здесь тюркское корневое о сузилось в у (долгое у), а тюркское у отражается в виде простого у (недолгое у).
В 1940 г. в журнале «Совет мәктәбе» («Советская школа») была опубликована статья Латыфа Заляя (Л. З. Залялетдинова) «Диалекты татарского языка», во второй части которой материалы по языку тобольских татар — «Тобол татарлар сөйләү телендәге кайбер үзенчәлекләрне күрсәткән материаллар» («Материалы, демонстрирующие некоторые особенности речи тобольских татар») — он анализирует язык татар Байкаловского района Омской области, а также приводит примеры из говоров тарских татар Омской области, бардымских татар Свердловской области. В этой статье Л. Заляй впервые употребил термин «восточный диалект» для обозначения сибирскотатарского языка. Однако в этот период не было ни одной фундаментальной работы по сибирскотатарскому языку. Наиболее значимые работы, в том числе диссертации, Л. Заляя были посвящены среднему диалекту татарского языка.
Фундаментальное изучение сибирскотатарского языка требовало не эпизодических экспедиционных обследований и сбора данных одними и камеральной обработки их другими учёными, а многолетнего кропотливого, систематического стационарного исследования особенностей диалекта в самом ареале и поэтому никто из советских учёных не отваживался на это.
Пионером в этом стал Габдулхай Хурамович Ахатов, который, одержимый наукой, переехал из Казани в Тобольск с целью более глубокого изучения особенностей языка сибирских татар и тем самым внёс в дальнейшем фундаментальный вклад в изучение диалектов сибирских татар. 
Изучая фонетические особенности говора местного населения Г. Х. Ахатов первым среди учёных открыл в речи сибирских татар такое явление, как цоканье, которое, по его мнению, было приобретено сибирскими татарами от половцев.
В своём классическом фундаментальном научном труде «Диалект западно-сибирских татар» (1963) Г. Х. Ахатов представил материалы по территориальному расселению тоболо-иртышских татар в Тюменской и Омской областях. По мнению учёного «западносибирские татары являются особой этнографической группой, которая возникла в результате сложного исторического процесса».
Д. Г. Тумашева рассматривала диалект западносибирских татар и в целом сибирскотатарский язык как «языковое подразделение низшего порядка, входящее в состав другой языковой единицы более высокого уровня членения», то есть — татар, а так называемый тоболо-иртышский диалект., по её мнению, подразделяется на пять говоров: тюменский, тобольский, заболотный, тевризский и тарский, что, согласно мнению высказанному С. М. Исхаковой и Ф. Т. Валеевым в политическом обращении к верховным советам РСФСР и СССР, является научно не обоснованным и ошибочным утверждением.
В перестроечное и постперестроечное время те или иные особенности сибирскотатарского языка исследовались Р. С. Барсуковой, А. Х. Насибуллиной, Д. Б. Рамазановой, А. Р. Рахимовой, Г. М. Сунгатовым и др.
Изучали сибирскотатарский язык и в сравнении с другими тюркскими языками. Историками и этнографами были выявлены этнические связи сибирских татар и башкир. К примеру, Б. О. Долгих считает, что в составе коренного населения Тюменского уезда были не только татары, но и башкирские племена, которые в начале XVII века ушли в степь, где являлись опорой Кучумовичей. Языковая общность башкирского и сибирскотатарского языков отмечалась в работах Г. Х. Ахатова, а также в некоторых работах Д. Г. Тумашевой, и Ф. Т. Валеева.
Научная деятельность Тумашевой по изучению языка сибирских татар подвергается большой критике как учёных, так и широкой научной общественности. Так, С. М. Исхакова и Ф. Т. Валеев в политическом обращении к верховным советам РСФСР и СССР «Сибирские татары: этнокультурные и политические проблемы возрождения» пишут с сожалением, что «методы, применяемые Д. Г. Тумашевой при изучении языкового материала, противоречия и непоследовательность суждений при освещении ряда теоретических вопросов, по нашему мнению, не позволили ей правильно решить поставленные перед собой задачи… в работах Д. Г. Тумашевой теоретические и методические недостатки и ошибки играют тормозящую роль в решении актуальных проблем, стоящих перед коренными сибирскими татарами по возрождению их языка и культуры».
Ближайшими соседями почти всех групп сибирских татар были казахи. Этнические связи казахов с сибирскими татарами носили давний и разносторонний характер, несмотря на периоды их существенного ослабления. Сибирскотатарская и казахская языковая общность наряду с общностью других тюркских языков наиболее полно отмечена в трудах Г. Х. Ахатова.
Среднеазиатский этнический компонент в составе сибирских татар находит своё отражение в монографиях Г. Х. Ахатова «Диалект западносибирских татар» (1963) и С. М. Исхаковой «Лексика сибирских татар: к вопросу о взаимоотношении татарского и узбекского языков» (1970).

## Грамматика

### Фонетика
Впервые фонетические особенности языка сибирских татар фундаментально исследовал Г. Х. Ахатов в монографии «Язык сибирских татар. Фонетические особенности» (Г. Х. Ахатов, 1960).
В фонетике языка Г. Х. Ахатовым было выделено 11 особенностей, в том числе, ясное неогубленное «а» в первом слоге слова, как в казахском языке и некоторых диалектах башкирского, явления тотального оглушения звонких согласных, связанные с угорским субстратом. 9 гласных звуков составляют систему вокализма, имеются восходящие и нисходящие дифтонги. Цоканье по мнению Г. Х. Ахатова также является одной из основных фонетических особенностей языка татарского населения Западной Сибири.
| РядПодъём | передний | задний |
| --------- | -------- | ------ |
| верхний   | ү и      | у      |
| средний   | е ө      | о ы    |
| нижний    | ә        | а      |

Исконных согласных 17. К специфическим относятся шумный щелевой (фрикативный) губной полузвонкий [бв], заднеязычный шумный щелевой полузвонкий [г], шумный щелевой увулярный звонкий [ғ], шумный смычный увулярный глухой қ смычный увулярный [ң], щелевой губно-губной [w]. Для языка характерно цоканье и йоканье во всех позициях слова.
| Место образованияСпособ образования | Место образованияСпособ образования | губные | язычные        | язычные       | язычные      | увулярные |
| Место образованияСпособ образования | Место образованияСпособ образования | губные | переднеязычные | среднеязычные | заднеязычные | увулярные |
| ----------------------------------- | ----------------------------------- | ------ | -------------- | ------------- | ------------ | --------- |
| ш у м н ы е                         | смычные                             | п      | т              |               | к            | ҡ         |
| ш у м н ы е                         | щелевые                             | бв     | с ш            |               | г            | ғ         |
| ш у м н ы е                         | аффрикаты                           |        | ц              |               |              |           |
| с о н а н т ы                       | смычные                             | м      | н              |               |              | ң         |
| с о н а н т ы                       | щелевые                             | w      | л              | й             |              |           |
| с о н а н т ы                       | дрожащие                            |        | р              |               |              |           |

### Морфология
Наиболее полно, научно обоснованно и всесторонне грамматику языка сибирских татар исследовал Г. Х. Ахатов. Так, он впервые в науке комплексно исследовал особенности в употреблении аффиксов словообразования, особенности в аналитическом словообразовании, особенности в области имён существительных, имён числительных, местоимений, глаголов, деепричастий и синтаксические особенности диалекта. Рассматривая особенности аффиксов словообразований, профессор Г. Х. Ахатов в своём фундаментальной научной монографии «Диалект западносибирских татар» (Г. Х. Ахатов, 1965) на с. 139 пишет, что «в отношении состава аффиксов словообразования диалект заметно не отличается от литературного языка». Однако здесь же учёный замечает, что имеются «аффиксы, характерные только для данного диалекта, а также аффиксы, отличающиеся от таковых литературного языка, и, наконец, аффиксы, общие для диалекта и литературного языка, но там и здесь употребляющиеся своеобразно».
Сибирскотатарский язык — агглютинативный. Основной способ аффиксации — суффиксация. Например, слово өйләребескә (нашим домам) содержит 4 морфемы: өй-ләр-ебес-кә. При этом корнем является морфема өй — дом, а все остальные морфемы — аффиксы: -ләр- — аффикс множественного числа, -ебес- указывает на принадлежность к местоимению пес (мы), -кә — показатель направительного падежа.
По своим лексико-грамматическим значениям, морфологическим особенностям и синтаксическим функциям все части речи сибирскотатарского языка делятся на группы: самостоятельные, служебные, междометия и подражательные слова.
К самостоятельным частям речи относятся: существительные, прилагательные, числительные, местоимения, наречия, глаголы (имеют неспрягаемые (неличные) формы: инфинитив, имя действия, причастие, деепричастие). К служебным (вспомогательным) частям речи относятся: частицы, модальные слова, послелоги и послеложные слова, союзы и союзные слова. Междометия и подражательные слова составляют отдельные группы частей речи.
В сибирскотатарском языке, как и во всех тюркских, нет категории рода. Есть категория принадлежности:
|        | единственное число |  | множественное число |
| 1 лицо | ҡулым (моя рука)   |  | ҡулыбыс (наша рука) |
| 2 лицо | ҡулың (твоя рука)  |  | ҡулығыс (ваша рука) |
| 3 лицо | ҡулы (его рука)    |  | ҡулы (их рука)      |

У существительных имеется склонение. Различают 6 падежей:
- Основной шәм «свеча»
- Притяжательный шәмнеңке «свечи»
- Дательно-направительный шәмкә «свече»
- Винительный шәмне «свечу»
- Местный шәмтә «у свечи»
- Исходный шәмтән «из свечи».

Прилагательное не имеет формальных показателей, не согласуется с существительным в числе и падеже, качественные имеют 4 степени сравнения: основную сары (жёлтый), сравнительную сарыраҡ (желтее), превосходную әшкәрә сары (очень жёлтый), уменьшительную сарғылт (желтоватый).
Числительные имеют 5 разрядов: количественные — пиш (пять), порядковые — пишенце (пятый), собирательные — пишәү (пятеро), приблизительные — пишләп (около пяти), дробные — пишнең пере (одна пятая).
Наречия могут выражать различные степени признака действия или признака признака. Они имеют три формы степеней: основную тис (быстро), сравнительную төптәрәк (ниже), превосходную көпә-көнтөс (средь бела дня).
Глагол в сибирскотатарском языке имеет категории:
- аспекта — күрәте (видит) — күрмәйте (не видит);
- залога — основной киттем (я пошёл), возвратный йыуышҡалы (умываться), страдательный сөрөлгән (вспаханный), взаимно-совместный кәпләшкәле (разговаривать), понудительный йеткер (доведи);
- наклонения — изъявительное, повелительное ташла (брось), условное ҡайтсаң (если вернёшься), желательное парғы киләте (хочется пойти);
- лица, числа:

|        | единственное число     |  | множественное число     |
| 1 лицо | сурайым (спрашиваю)    |  | сурайбыс (спрашиваем)   |
| 2 лицо | сурайсың (спрашиваешь) |  | сурайсыс (спрашиваете)  |
| 3 лицо | сурайты (спрашивает)   |  | сурайтылар (спрашивают) |

- времени — прошедшего (7 форм: өшөтө (замёрз), уйлаған (думал), паратығын ителәр (они, обычно, ходили), цицкәйтек (мы снимали), тыңнайты итегес (вы, бывало, слушали), эшетепсең (ты, оказывается, слышал), ҡасмаҡцы итем (я хотел копать)); настоящего (йырлайым (я пою), ул аңнамайтығын (он, обычно, не понимает), әсерләнеп йатам (готовлюсь)); будущего (ҡыцҡырыр (крикнет));
- способа действия (соотношение с видом, аспектуальность);
- переходности-непереходности.

Глагол имеет спрягаемые личные (изменяемые по лицам и числам) и неспрягаемые неличные формы. К спрягаемым относятся: изъявительное, повелительное, желательное, условное наклонения. К неспрягаемым: причастие йасылған (написанный), утыратығын (сидящий); деепричастие ағарып (белея), эшеткәц (услышав); имя действия йөсөү (плавание), инфинитив эшләгәле (работать).

## Письменность
В настоящее время отсутствуют нормативные документы, которые бы законодательно регулировали письменность сибирскотатарского языка. Данное обстоятельство препятствует однозначному толкованию сибирскотатарского языка как литературного языка татар Западной Сибири России, поэтому можно говорить лишь об обособленных западносибирских татарских диалектах с признаками самостоятельного языка. Со времени проникновения в Сибирь ислама и до 20-х гг. XX века сибирские татары, пользовались татарской письменностью, основанной на арабской графике, которая в 1928 году была заменена латиницей, а в 1939 году — кириллицей.
В 2000 году в Тюмени был издан первый букварь диалекта тоболо-иртышских татар, в котором был предложен алфавит тоболо-иртышского диалекта татарского языка (согласно позиции автора букваря). Алфавит включает все 33 буквы русского алфавита, а также дополнительные знаки Ә ә, Ғ ғ, Ҡ ҡ, Ң ң, Ө ө, Ү ү.